# Felip Ortíz
Felip Ortíz Martínez (né le 27 avril 1977), connu plus simplement sous le nom de Felip, est un ancien footballeur espagnol qui jouait au poste de gardien de but. 

## Carrière

### En club
Natif de Lérida, en Catalogne, il est formé dans les catégories inférieures du FC Barcelone. Felip réalise une grande partie de sa carrière professionnelle comme gardien remplaçant en deuxième division, mais joue également cinq saisons en troisième division. 
Il évolue au FC Barcelone B, au CF Extremadura, au Gimnàstic Tarragone, à l'UD Salamanca et à l'Orihuela CF.
Il dispute un total de 257 matchs en championnat, encaissant 290 buts, avec notamment 130 matchs joués en deuxième division. 

### En équipe nationale
Avec les moins de 20 ans, il participe à la Coupe du monde des moins de 20 ans 1997 organisée en Malaisie. Lors du mondial junior, il joue un match contre le Costa Rica.
En 2000, il est sélectionné afin de participer aux Jeux olympiques de Sydney. Lors du tournoi olympique, il joue un match contre le Maroc.

## Palmarès
Espagne U-23
- Médaille d'argent aux Jeux olympiques d'été de 2000

## Vie privée
Felip est un ami proche d'un autre joueur issu de La Masia, Carles Puyol.